# Neffe
Pour les articles ayant des titres homophones, voir Nef (homonymie).
Ne doit pas être confondu avec Neffe (Bastogne).
Neffe (Néfe en wallon) est un village en bord de Meuse (rive gauche) sis à un bon kilomètre au sud de la ville de Dinant, dans la province de Namur (Région wallonne de Belgique). Il fait aujourd'hui administrativement partie de la ville de Dinant. La paroisse fut créée au XIXe siècle. L'église date de 1893 et le presbytère de 1898 .
Jusqu’en 1970 (réforme et fusion des communes), Neffe avait la particularité d’être divisé administrativement entre Anseremme et Dinant. Le charreau de Neffe servait de limite administrative, une limite qui traversait un seul quartier ou village. 

## Histoire récente
Le 23 août 1914, les mêmes troupes allemandes qui passèrent par les armes 674 habitants de Dinant massacrèrent à Neffe 81 femmes, hommes et enfants, dont certains réfugiés dans l'avaloir qui passe sous le chemin de fer, là où il croise le charreau. Les autres sont emmenés sur la rive droite où ils sont exécutés devant le mur Bourdon .
Horne et Kramer décrivent comme suite le massacre. Le 101e régiment de grenadiers et la 3e compagnie de génie entrent dans le faubourg des Rivages au milieu de l'après-midi. Ce quartier est situé sur la rive droite de la Meuse et comme elle est à cet endroit très étroite, il contient peu d'habitations. Le génie allemand doit construire un pont de bateaux pour passer la Meuse. Un certain nombre de soldats sont tués par un feu soutenu sur le pont déjà avancé de 40 mètres. Les Allemands l'attribuent à des francs-tireurs provenant des deux côtés de la rivière. La surface de l'eau amplifiant les sons, l'écho des détonations sur les rochers et les ricochets des balles tirées part les Français sur ceux-ci donnent aux soldats de l'armée impériale le sentiment qu'ils sont pris à revers. M.Bourdon, un magistrat est envoyé vers la rive ouest (Neffe), pour avertir les habitants que si les tirs continuent des otages seront exécutés. Après de nouveaux coups de feu, les Allemands fusillent les civils dont M.Bourdon revenu sur la rive droite. Parmi ceux-ci, quinze enfants de moins de quatorze ans (dont sept bébés) et sept vieillards de plus de 70 ans. « Lorsque le 101e régiment de grenadiers atteint la rive ouest, ils continuent la tuerie dans le village de Neffe ; quatre-vingt-six habitants périssent. Trente-trois d'entre eux sont retrouvés sous un viaduc de chemin de fer, le viaduc d'Anseremme, où ils ont été abattus, et quarante-trois sont conduits sur la rive droite, où ils sont exécutés devant le mur de M.Bourdon.»

## Personnalités liées à Neffe
- Richard Fournaux bourgmestre de Dinant et ancien député fédéral.
- Nicole Malinconi, écrivain, a longtemps vécu à Neffe et la Meuse qui longe tout le quartier lui inspira de très belles pages dans Nous Deux, un de ses livres les mieux réussis.